# Helmův žleb
Helmův žleb je údolí ve Středozemi, fiktivním světě Tolkienova Pána prstenů. Nachází se v západní části Rohanu, mezi Edorasem a Západními úvaly. Nachází se v něm pevnost, do níž se Rohanský lid utíkal v případě ohrožení. Nejvíce je toto místo spojováno s Bitvou o Hlásku.

## Významná data
- 2758 Třetího věku – Rohan byl napaden jak z východu, tak ze západu. Lid se pod vedením Helma Kladiva uchyluje do bezpečí Helmova žlebu. Ten rok mnoho lidí zemřelo, o rok později i samotný Helm.
- 3. března 3019 Třetího věku – Rohanský lid se pod vedením krále Théodena vydává do Helmova žlebu. Začíná Bitva o Hlásku.
- 4. března 3019 Třetího věku – Po vítězné bitvě král Théoden společně s Gandalfem a jejich společníky Helmův žleb opouští a vydávají se do Železného pasu.